# Front de la gauche verte
Front de la gauche verte (Serbe : Зелено–леви фронт ; Zeleno-levi front ;  ZLF) est un parti politique en Serbie. Il est la fusion de l'organisation Ne laisse pas tomber Belgrade (NDB) et de plusieurs groupes locaux de citoyens.

## Histoire

### Fondation
À la suite des élections législatives de 2022, lors desquelles NDB a obtenu ses premiers élus nationaux, 5 députés, l'organisation tient son sixième congrès en juin 2022. Il y est annoncé qu'elle se transformerait en un parti politique actif au niveau national, et non plus seulement à Belgrade . NDB annonce également que plusieurs organisations locales participeraient à la fondation du parti. Des accords sont signés dans ce sens en 2023 avec des comités locaux de 33 municipalités, notamment avec Choix pour notre municipalité, Masse critique, Initiative pour Požega, Front local de Valjevo et Initiative pour Lajkovac.
Début février 2023, le nom du parti, Front de la gauche verte, ainsi que son slogan «Nous ne donnerions pas la Serbie» son dévoilés ,.
Le ZLF tient son assemblée fondatrice le 14 juillet 2023, au cours de laquelle le parti adopte ses statuts et son programme,. Il y est annoncé que l'élection des deux co-dirigeants aurait lieu à l'automne et que le ZLF participerait aux prochaines élections municipales dans le but d'étendre sa représentation au niveau local à plus de 30 villes,. De plus, le ZLF candidate a l’adhésion au Parti vert européen. Le 17 juillet 2023 est soumise au Ministère de l'Administration d’État les 11000 signatures requises a l'enregistrement officiel du parti.

### Participation aux manifestations de 2023
Après la fusillade de l'école de Belgrade et les fusillades de Mladenovac et Smederevo en mai 2023, le ZLF participe à l'organisation des Manifestations serbes de 2023 (en). D'abord organisées en opposition a la culture de la violence, les marches du mouvement Serbie Contre la Violence se transforment en rassemblements anti-gouvernementaux, appelant à la démission du président autocratique Aleksandar Vucic et de son gouvernement, la révocation des chaines de télévision pro-gouvernementales accusées de promouvoir la violence, et la régulation des armes a feu.
Le 3 novembre 2023, à la suite des manifestations et en vue des élections législatives, ZLF signe avec les autres partis d'oppositions organisateur la formation de la coalition Serbie contre la violence.

## Idéologie
ZLF se présente comme un parti de gauche écologiste,.
Il promeut des politiques écologistes de protection de l’environnement par la lutte contre les pollution, l'investissement et la planification d’État dans le développement durable et les énergies décarbonées. Il prône également des politiques de justice sociale fondée sur les principes d'égalité et de solidarité, notamment par l'investissement dans les services publics. D'autre part, ZLF soutient la démocratie participative décentralisée, la tolérance et les droits humains. En matière de politique internationale, le parti soutient l’adhésion de la Serbie à l'Union Européenne et critique la proximité diplomatique actuelle du pays avec la Russie. Il se pose en opposition au fascisme et au néolibéralisme,.